# Eisenbahnunfall von Müncheberg (1944)
Der Eisenbahnunfall von Müncheberg am 18. Januar 1944 war ein Eisenbahnunfall, bei dem 56 Menschen starben. Der Auffahrunfall wurde durch eine Fehlentscheidung des Fahrdienstleiters verursacht.

## Ausgangslage
Aus dem Bahnhof Müncheberg (Mark) erhielt der Personenzug P 360 Ausfahrt. Nach 100 Metern hielt der Zug noch einmal an, weil der Lokomotivführer der Dampflokomotive noch Wasser nachfüllen wollte. Das entging dem Fahrdienstleiter.
In gleicher Richtung war der Schnellzug D 52 unterwegs, der sich mit 40 Minuten Verspätung näherte.

## Unfallhergang
Der Fahrdienstleiter erteilte dem D 52 Einfahrt in den Bahnhof Müncheberg. Das Zustimmungsfeld des Bahnhofsblocks bestätigte scheinbar die Entscheidung. Es galt aber noch für den noch nicht ausgefahrenen P 360. Ein Weichenwärter erkannte die Situation und wollte der Einfahrt widersprechen. Jedoch fuhr bereits Sekunden später der D 52 in voller Fahrt auf den noch stehenden Personenzug auf. Die Lokomotive des Schnellzuges und fünf Wagen des Personenzuges, auf die sie traf, wurden zerstört.

## Folgen
56 Menschen starben, 159 Menschen wurden darüber hinaus verletzt.